# The Doom Generation
The Doom Generation és una pel·lícula independent thriller de comèdia negra del 1995 coproduïda, coeditada, escrita i dirigida per Gregg Araki, i protagonitzada per Rose McGowan, James Duval i Jonathan Schaech. La trama segueix dos amants adolescents amb problemes que recullen un adolescent vagabund i s'embarquen en un viatge ple de sexe, violència i botigues de conveniència.
Presentada com a "Una pel·lícula heterosexual de Gregg Araki", The Doom Generation és la segona entrega de la trilogia del director coneguda com la trilogia cinematogràfica Teenage Apocalypse, precedida per Totally Fucked Up (1993) i seguida de Nowhere (1997). Els personatges d'Amy Blue i Jordan White es basen en la tira còmica de Mark Beyer "Amy and Jordan".
Considerat el gran debut cinematogràfic d'Araki, el rodatge va tenir lloc principalment a la nit durant el gener de 1994 a Los Angeles amb un pressupost de 800.000 dòlars. La tripulació va evitar llocs de referència coneguts i va rodar en zones no urbanitzades de l'expansió urbana per donar una sensació apocalíptica. El pressupost va permetre a Araki contractar un equip professional, convertint-se en la primera de les seves pel·lícules no rodades per ell mateix.
La pel·lícula es va estrenar al Festival de Cinema de Sundance el 26 de gener de 1995. Va rebre ressenyes diverses de la crítica. Durant la projecció de premsa, molts crítics van marxar. No obstant això, al Festival Internacional de Cinema de San Francisco (SFIFF), va rebre elogis de la crítica, la majoria la van proclamar com el gran avenç d'Araki. Distribuïda per Trimark Pictures, es va estrenar als Estats Units el 27 d'octubre de 1995. Tot i que no va ser un èxit financer, amb només 284.785 dòlars a taquilla, McGowan va ser nominat a la millor actuació debut a l'11ns Premis Independent Spirit.

## Argument
Els amants adolescents Jordan White i Amy Blue recullen un vagabund atractiu anomenat Xavier Red mentre condueix cap a casa des d'un club. Jordan dona a Xavier el sobrenom de "X". Una parada nocturna en una botiga de conveniència els fa fugitius quan X mata accidentalment el propietari de la botiga, obligant el trio a amagar-se en un motel per evitar l'arrest. Jordan i Amy tenen sexe a la banyera, mentre X mira des d'una finestra exterior. Llavors X s'assabenta del programa de notícies de la televisió local que la dona del propietari de la botiga va destripar els seus fills amb un matxet abans de suïcidar-se. Això fa que X cregui que el trio no serà considerat sospitós ni serà trobat per la policia.
Més tard aquella nit, l'Amy té relacions sexuals amb X, malgrat que no s’agraden. Finalment, Jordan se n'assabenta i les coses es tornen tenses a mesura que els dos homes desenvolupen una atracció sexual persistent l'un per l'altre. A mesura que el trio viatja per la ciutat de Los Angeles, continuen entrant en situacions violentes (gairebé còmiques; cada article que compra el trio sempre surt a 6,66 dòlars) a causa de la gent que afirma ser els amants anteriors d'Amy o la confonen amb ella. Aquests incidents criden l'atenció de l'FBI, i el seu objectiu és trobar l'Amy i matar-la (exactament el mateix sentiment és expressat per diverses altres parts de la pel·lícula). Ella és erròniament identificada per un empleat d'aparador de menjar ràpid com "Sunshine" i més tard per un personatge interpretat per Parker Posey com "Kitten".
Jordan, Amy i X passen la nit en un magatzem abandonat, on es fan un trío. Mentre l'Amy va a orinar, Jordan i X són atacats per un trio de neonazis, un dels quals abans havia confós l'Amy amb la seva exnòvia "Bambi". La banda primer apallissa severament a X, després aguanta a Jordan mentre l'esmentat neonazi s'uneix i viola a Amy a sobre d'una bandera americana. Finalment, el grup talla el penis de Jordan amb unes tisores de podar i givsa el penis tallat a la seva boca. Després que l'Amy s'alliberi, mata els neonazis amb les tisores i escapa amb X, deixant Jordan per mort. La pel·lícula acaba amb Amy i X conduint al seu cotxe. X ofereix l'Amy un dorito, sense cap resposta. Sense objectiu en un camí buit, els crèdits es mouen.

## Repartiment
- Rose McGowan com a Amy Blue
- James Duval com a Jordan White
- Jonathon Schaech com a Xavier "X" Red
- Dustin Nguyen com a Nguyen Coc Suc, el dependent de la botiga de conveniència
- Margaret Cho com a dona de Nguyen
- Parker Posey com a Brandi
- Lauren Tewes i Christopher Knight com a presentador de televisió
- Nicky Katt com a Bartholomew, caixer de Carnoburger
- Amanda Bearse com a cambrera
- Cress Williams com a Peanut
- Skinny Puppy com a Gang of goons
- Perry Farrell com a empleat de Stop 'n' Go
- Heidi Fleiss com a dependenta de la botiga de licors
- Khristofor Rossianov com a Don

## Estrena

### Mitjans domèstics
La pel·lícula va ser adquirida inicialment per The Samuel Goldwyn Company, però va ser abandonada a causa d'objeccions de contingut, abans de ser recollida per Trimark Pictures. El seu vídeo casolà va tenir molts retalls i va ser molt diferent de la versió original vista a Sundance. El març de 2012, la companyia britànica Second Sight Films va llançar un DVD amb una pantalla panoràmica anamòrfica i comentaris del director i el repartiment. Els llançaments anteriors fins a aquest moment no tenien comentaris, i molts no tenien el format de pantalla ampla.

### Versió del director

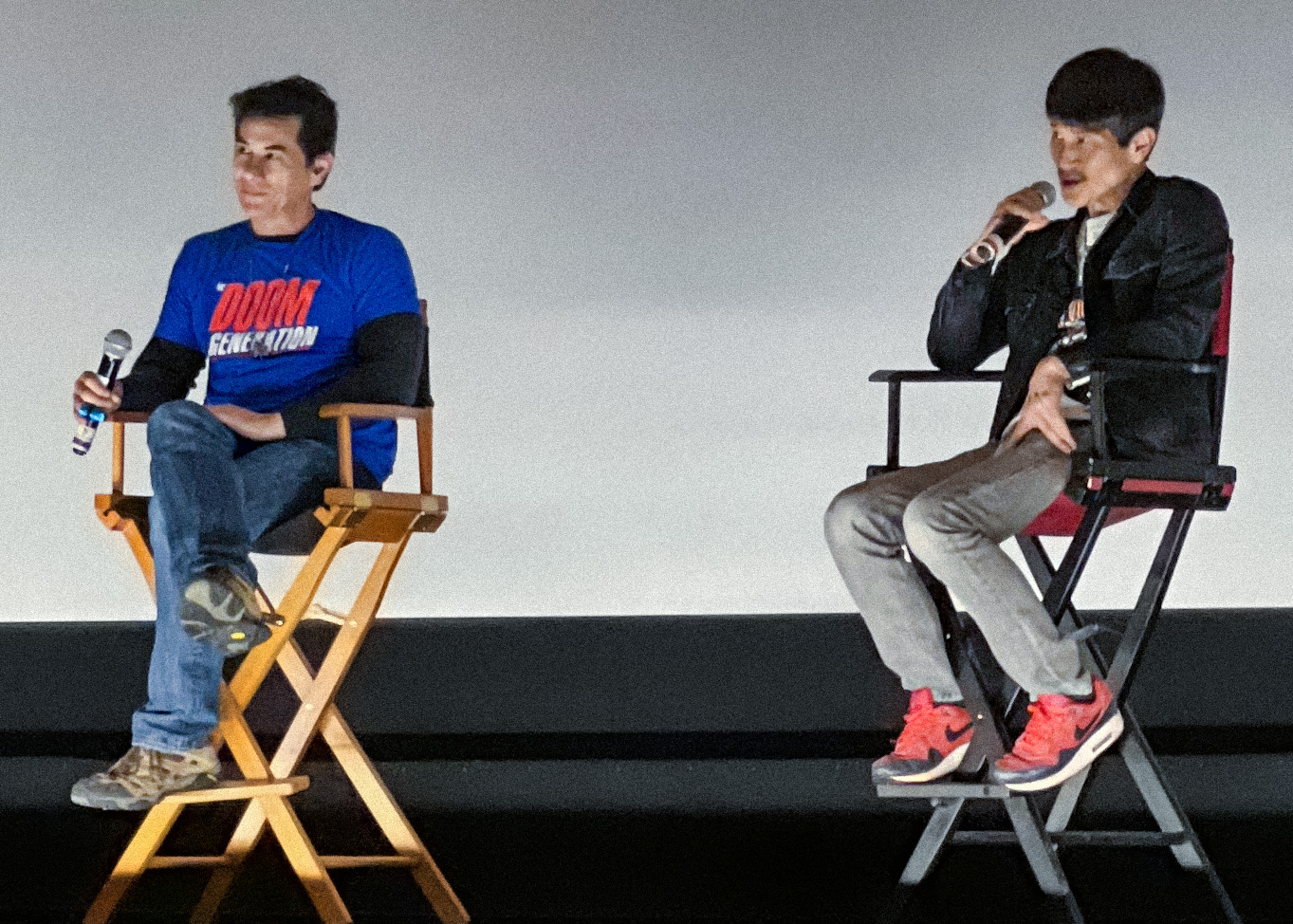
Duval i Araki responent a les preguntes del públic després d'una Projecció d'abril de 2023 de la restauració The Doom Generation al New Mission Theatre (San Francisco)

El primer tall tal com es va mostrar a Sundance va incloure diverses escenes eliminades de futurs llançaments. Es va mostrar al Festival de Cinema de Sundance 2023, restaurat en 4K amb so envoltant 5.1, amb la restauració supervisada per Araki. Aquesta versió s'estrenarà als cinemes dels Estats Units, a partir del 6 d'abril de 2023, a la Brooklyn Academy of Music com a part de la sèrie de Newfest "Queering the Canon: Totally Radical".
Segons Araki, la nova restauració en 4K de The Doom Generation és l'única que vol que el públic vegi a partir d'ara: "Espero que aquesta nova versió elimini completament aquestes còpies antigues, perquè" és molt inferior. Hi va haver un tall de "Doom Generation" amb qualificació R que es va fer sense la meva aprovació, i és terrible. Literalment, ha estat massacrat sense reconèixer i preferiria que la gent només miré aquesta còpia."
Aquesta versió de la pel·lícula s'estrenarà en Blu-ray de Strand Releasing el 26 de setembre de 2023.

## Recepció
The Doom Generation va rebre crítiques diverses, i els crítics sovint van comparar la pel·lícula tant favorablement com desfavorablement amb Natural Born Killers d'Oliver Stone. El lloc web d'agregació de ressenyes de pel·lícules Rotten Tomatoes, dona a la pel·lícula una puntuació del 54% basada en 39 ressenyes. Donant a la pel·lícula la seva primera ressenya a Variety, Emanuel Levy va assenyalar: "'The Doom Generation', amb estil però personalment expressiva, marca un punt d'inflexió innovador en la carrera d'Araki." Roger Ebert va valorar la pel·lícula com a "zero estrelles" i es va oposar al que va percebre com el seu cinisme, el seu despreniment irònic i les representacions de violence gratuïta, escrivint: "Tingueu en compte que no m'oposo al contingut de la seva pel·lícula, sinó a l'actitud... Araki potser no pensava en Leopold i Loeb quan va fer la seva pel·lícula, però ho estava quan la vaig veure." Ricky da Conceição de Sound on Sight va anomenar la pel·lícula la millor de la "Trilogia de l'Apocalipsi adolescent" d'Araki i va dir que "representava un gran salt artístic endavant" per a Araki, que "crea un pastitx retorçat de ciència-ficció, road movie nihilista i angoixa adolescent filtrat amb comèdia de palla morta i el seu propi comentari únic sobre la depravació de l'Amèrica moderna". Va elogiar l'escenografia, la il·luminació, la banda sonora i l'actriu Rose McGowan, que "roba l'espectacle com a femme fatale malparlada i moralment sense rumb de metamfetamina i Coca Cola Light."